# 冲之鸟岛
沖之鳥島（日语：／ Okinotorishima），又稱沖之鳥礁、帕里西维拉島（英語：Parece Vela），位於西太平洋、菲律賓海附近公海海域，為日本最南端，也是唯一位處北回歸線以南的領土，目前無定居人口。
沖之鳥島最初大部份只有退潮時會露於海面之上，漲潮時僅北礁和東礁露出水面數至十數公分，之後日本政府以水泥塊和消波塊擴建，但其面積仍相當狹小。沖之鳥島目前由面積7.86平方公尺的東礁、面積1.58平方公尺的北礁和人造的南礁組成。
日本方面視沖之鳥島為島嶼，並以此劃定专属经济区，而鄰近的中華人民共和國、大韓民國、朝鲜民主主义人民共和国等國家认为其只是礁石，因而中華人民共和國政府在對外發表有關专属经济区爭議的意見中均稱之為沖鳥礁。

## 歷史
1543年，西班牙人米格尔·洛佩斯·德莱加斯皮（Miguel López de Legazpi）首次發現，將它命名為「Parece Vela」（意思是「看起來像帆」）。1789年，英國人威廉·道格拉斯（William Douglas）到達該礁，將它重新命名為「道格拉斯礁」（Douglas Reef）。
19世紀時，沖之鳥所屬區域為西班牙的勢力範圍（從菲律賓到馬紹爾群島），在美西戰爭後，西班牙將包括沖之鳥在內的一系列島嶼售予德國。第一次世界大戰期間，日本對德宣戰，並攻佔德國在東亞和太平洋的屬地（包括中國山東和密克羅尼西亞），並在後來的凡爾賽條約中把以上土地主權委託給日本。
第二次世界大戰後，日本及其領土和海外屬地被美國佔領，其後美國再將其連同琉球群島及小笠原群島等移交給日本，直到現在。
1951年9月8日，日本與同盟國簽訂《舊金山和約》，當中第三條英文版將之稱為「Parece Vela」（...and Parece Vela and Marcus Island...），日文版將之稱為「。
2016年4月25日，日本海上保安廳在附近海域扣押一艘台灣漁船，引發東聖吉16號事件。

## 行政管理
沖之鳥為東京都小笠原支廳小笠原村所轄，是日本的最南端。

## 地理位置

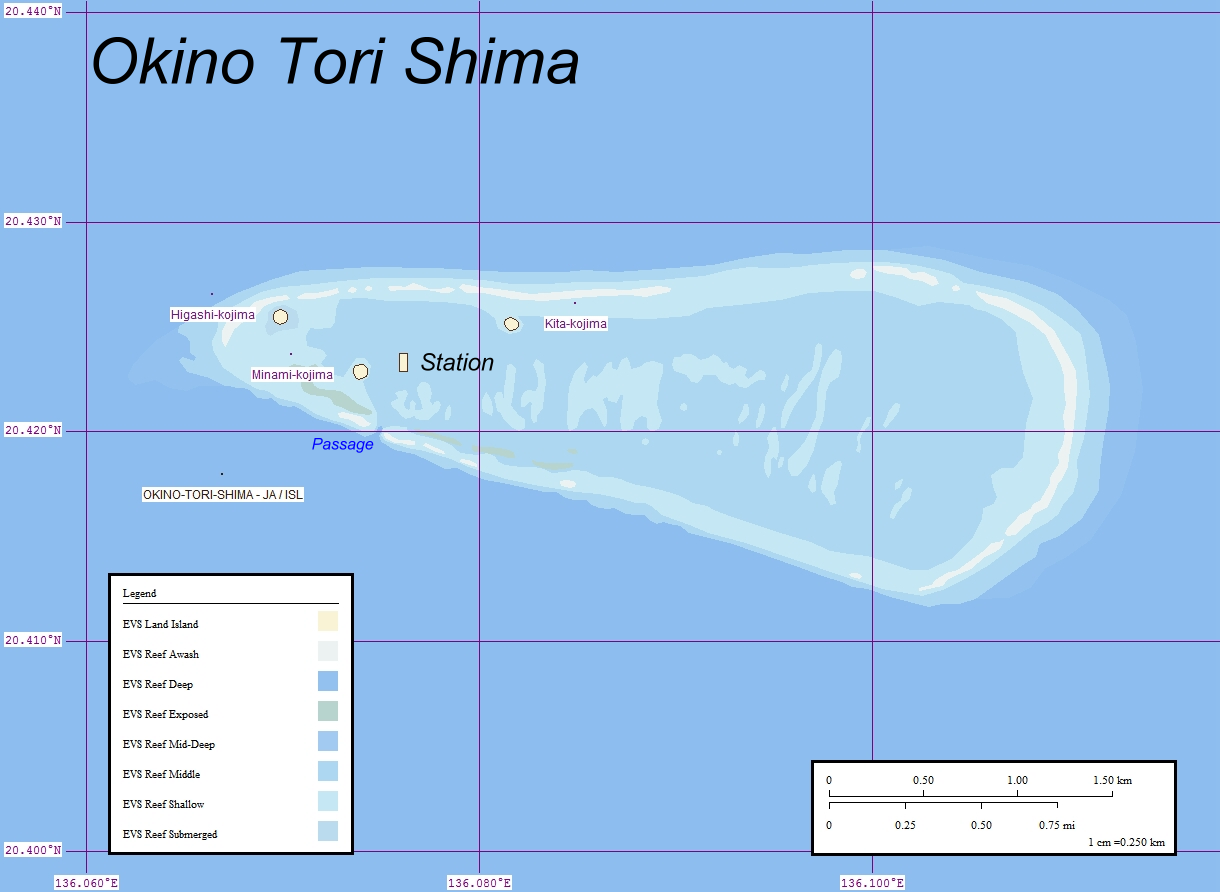
沖之鳥

位于西太平洋、菲律賓海海域。距沖繩東南約1,070公里、關島西北約1,200公里、馬尼拉以東約1,400公里、东京南偏西約1,730公里。

### 地質地形
沖之鳥是珊瑚環礁，四周为环形礁盘，中心低，周邊高，礁盘面积有8平方公里，外形像個大碗，整個珊瑚礁南北長1.7公里、東西寬4.5公里，退潮的時候，环礁四周有不少部分的礁块露出；現時固定涨潮时露出水面的有兩塊岩礁，有美軍報告指在1947年，固定露出水面的有五塊岩礁，最高的高達六英呎，後因海平面上升不斷下沉。。

## 經濟及開發權爭議
沖之鳥是岩礁还是岛屿於本島／礁鄰近之各北太平洋國家間存在争论。

### 日本
日本主張沖之鳥為一島嶼，並自2008年起向聯合國大陸架界限委員會（Commission on the Limits of the Continental Shelf）提出「認可日本擁有沖之鳥島海域等周邊7個海域的74萬平方公里的外大陸架」之申請。如果联合国判定沖之鳥为岛屿而非礁石，则日本将可能会擁有其周边43萬平方公里的专属经济区，享有區內的一切自然資源，否則除了半径12海里内屬日本領海外，其餘均屬公海，其他國家可以在該處開發自然資源和捕魚。委員會於2012年作出了建議，將日本列島、小笠原群島、沖之鳥、琉球群島所包圍「四國海盆海域」視為日本之大陸棚延伸，日本認為此即實質認同沖之鳥為一島嶼。
日本方面认为沖之鳥不是一般的岩礁。根据《联合国海洋法公约》121条第1款，“岛屿是四面环水並在高潮时高于水面的自然形成的陆地区域”，同時日本政府採取了建設氣象站等措施，應對中國根據其第3款“不能维持人类居住或其本身的经济生活的岩礁，不应有专属经济区或大陆架”的論點。日本官方描述沖之鳥礁“高约1米，由直径为数米的多块岩石组成”，定為日本國版圖最南的一塊陸地。
以下为日本对沖之鳥采取的措施：
- 1987年，日本为了防止沖之鳥被风化和潮水腐蚀而淹没，开始在沖之鳥四周筑成堤防设施，且设置了气象观测装置。
- 2005年3月，日本開始救島計畫，在礁上設置郵政編碼和門牌號碼之後，架設氣象觀測設備，派人長期駐守，當時中國漁船經常在附近海域捕魚，遭到日本抗議，東京都知事石原慎太郎還登沖之鳥宣示日本主權的意味相當濃厚。以明示其周围200海里为日本专属经济区。石原並提案在此興建海水溫差發電實驗研究設施及燈塔。[11]
- 2006年，日本開始在礁石上展開珊瑚養殖計畫，將沖之鳥北方的珊瑚帶回沖繩的阿嘉島養殖，以宣示主權。日本海上保安厅在2006年在沖之鳥上设置太阳能燈杆（light beacon），2007年3月設立完成。[12]
- 2007年，開始將沖繩的阿嘉島截枝後的珊瑚再帶回礁石上栽種，4月下旬將開始大規模的移植，總計到2009年為止將有多達5萬株珊瑚。
- 2009年，11月，日本向联合国大陆架界限委员会申請審議南太平洋大陆架延伸案。同時在其（距东京1740公里）架設港口與軍營，直升机停机坪等。[13]
- 2012年，根据日本媒体4月28日报道，日本关于延伸大陆架的沖之鳥以北部分申请首次获得联合国批准，而沖之鳥以南约25万平方公里范围尚未得出结论，而申请的其余部分被驳回[14]。

### 其他各國
中華人民共和國與大韓民國反对日本國的主张，並曾向聯合國提出抗議。
中華民國反對視之為島嶼，並定期派遣海巡署船隻在沖之鳥水域巡邏及保護台灣漁船。
朝鮮民主主義人民共和國外務省發言人在一次回答記者提問中譴責並反對日本的主張，然而並無具體行動。
中华人民共和国政府认为沖之鳥为5块岩石，乾潮時有5块岩石露出水面，滿潮時有两块裸岩露于海面之上，因此主张該陸地是岩礁而不是岛屿，反對日本無限擴張領土至該岩礁。
對於聯合國大陸礁層界限委員會（CLCS）2012年所作成之建議，中華人民共和國、大韓民國等國視為實質否定了日本的主張，並譴責日本是扭曲了委員會的意見。

### 影響
中華民國各界有不同看法。台灣智庫的賴怡忠曾在2012年一則報導中表示「沖之鳥島距離台灣很遠」，認為判定對台無直接影響。國家政策研究基金會的何思慎則指出，沖之鳥與太平島面積是天壤之別，如日本與菲律賓同調、挑戰太平島島嶼地位，則更無立場主張沖之鳥屬島嶼，將本案與南海爭端作出類比。新台灣國策智庫的林廷輝則提出各島礁屬性不同，並以永暑礁為例，認為中國大陸輕易援引對比可能自失立場。